# Rot-Weiss Essen 1976-1977
Questa voce raccoglie le informazioni riguardanti il Rot-Weiss Essen nelle competizioni ufficiali della stagione 1976-1977.

## Stagione
Nella stagione 1976-1977 il Rot Weiss Essen, allenato da Ivan Horvat e Hermann Erlhoff, concluse il campionato di Bundesliga al 18º posto. In Coppa di Germania il Rot Weiss Essen fu eliminato in semifinale dal Colonia.

## Rosa
| N. |                     | Ruolo | Calciatore           |
| -- | ------------------- | ----- | -------------------- |
|    | Germania (bandiera) | P     | Heinz Blasey         |
|    | Germania (bandiera) | P     | Ulrich Granzow       |
|    | Germania (bandiera) | P     | Roland Spott         |
|    | Germania (bandiera) | D     | Hartmut Huhse        |
|    | Germania (bandiera) | D     | Hans-Günter Neues    |
|    | Germania (bandiera) | D     | Andreas Skrzyszowski |
|    | Germania (bandiera) | D     | Eberhard Strauch     |
|    | Germania (bandiera) | D     | Gerd Wieczorkowski   |
|    | Germania (bandiera) | D     | Gerd Wörmer          |
|    | Germania (bandiera) | D     | Klaus Zedler         |
|    | Germania (bandiera) | C     | Dieter Bast          |

| N. |                      | Ruolo | Calciatore            |
| -- | -------------------- | ----- | --------------------- |
|    | Germania (bandiera)  | C     | Siegfried Bönighausen |
|    | Germania (bandiera)  | C     | Hans Dörre            |
|    | Germania (bandiera)  | C     | Günter Fürhoff        |
|    | Germania (bandiera)  | C     | Jürgen Kaminsky       |
|    | Germania (bandiera)  | C     | Hans Krostina         |
|    | Germania (bandiera)  | C     | Werner Lorant         |
|    | Germania (bandiera)  | C     | Wolfgang Patzke       |
|    | Germania (bandiera)  | A     | Horst Hrubesch        |
|    | Danimarca (bandiera) | A     | Flemming Lund         |
|    | Germania (bandiera)  | A     | Frank Mill            |

## Organigramma societario
Area tecnica
- Allenatore: Hermann Erlhoff
- Allenatore in seconda:
- Preparatore dei portieri:
- Preparatori atletici:

## Calciomercato

### Sessione estiva
| A | Frank Mill            | Rot-Weiss Essen (juniores) |   |   |               |         |  |
| C | Siegfried Bönighausen | Bonner                     |   |   |               |         |  |
| P | Ulrich Granzow        | Gütersloh                  |   |   |               |         |  |
| C | Hans Krostina         | Ostenda                    | - | A | Flemming Lund | Anversa |  |
| C | Ulrich Surau          | Borussia M'gladbach        |   |   |               |         |  |

| Cessioni | Cessioni            | Cessioni          | Cessioni |
| R.       | Nome                | a                 | Modalità |
| -------- | ------------------- | ----------------- | -------- |
| A        | Hermann Lindner     | Schwenningen      |          |
| A        | Manfred Burgsmüller | Uerdingen 05      |          |
| C        | Uwe Finnern         | Uerdingen 05      |          |
| A        | Willi Lippens       | Borussia Dortmund |          |
| P        | Jürgen Rynio        | St. Pauli         |          |

### Sessione invernale
| Acquisti | Acquisti | Acquisti | Acquisti |
| R.       | Nome     | da       | Modalità |
| -------- | -------- | -------- | -------- |

| Cessioni | Cessioni     | Cessioni | Cessioni |
| R.       | Nome         | a        | Modalità |
| -------- | ------------ | -------- | -------- |
| C        | Ulrich Surau | Bonner   |          |

## Risultati

### Bundesliga

#### Girone di andata
| Arbitro: | Niemann |

|                |           |                        |
| Wendt 13’, 55’ | Marcatori | 22’ Dörre 74’ Hrubesch |

| Arbitro: | Quindeau |

|  |           |                                        |
|  | Marcatori | 16’ van Gool 76’ Müller 83’ Zimmermann |

| Arbitro: | Zuchantke |

|                               |           |  |
| Abramczik 2’ Kremers 19’, 45’ | Marcatori |  |

| Arbitro: | Haselberger |

|           |           |                  |
| Dörre 25’ | Marcatori | 15’, 82’ Reimann |

| Arbitro: | Gabor |

|                            |           |          |
| Denz 65’ Traser 82’ (rig.) | Marcatori | 63’ Bast |

| Arbitro: | Jensen |

|                                |           |                 |
| Fürhoff 57’ Bast 59’ Dörre 65’ | Marcatori | 78’, 87’ Janzon |

| Arbitro: | Klauser |

|                                                                |           |  |
| Heynckes 22’, 52’, 57’ Köppel 34’ Wittkamp 38’ Heidenreich 75’ | Marcatori |  |

| Arbitro: | Niemann |

|              |           |                                                               |
| Hrubesch 79’ | Marcatori | 54’ Seliger 61’ (rig.) Dietz 72’ Bücker 74’ Büssers 83’ Fruck |

| Arbitro: | Engel |

|                               |           |           |
| Hermandung 56’ Kristensen 75’ | Marcatori | 58’ Surau |

| Arbitro: | Biwersi |

|                                   |           |                            |
| Bast 39’ Hrubesch 49’, 53’ (rig.) | Marcatori | 4’, 68’ Kaczor 9’ Eggeling |

| Arbitro: | Walther |

|                                                     |           |                      |
| Lippens 24’ Hartl 64’ Kostedde 83’ Huber 90’ (rig.) | Marcatori | 20’ Lorant 67’ Surau |

| Essen 6 novembre 1976, ore 15:30 CET 12ª giornata | Rot-Weiss Essen | 0 – 0 referto | Werder Brema | Georg-Melches-Stadion (8 000 spett.)\| Arbitro: \| Frickel \| |
| Arbitro:                                          | Frickel         |               |              |                                                               |

| Arbitro: | Walz |

|                                                                        |           |             |
| Pirrung 6’ Riedl 47’ Metzler 54’, 59’ Toppmöller 68’, 75’ Sandberg 81’ | Marcatori | 38’ Fürhoff |

| Arbitro: | Schröder |

|          |           |                                            |
| Bast 79’ | Marcatori | 21’, 76’ Müller 50’ Beckenbauer 78’ Hoeneß |

| Arbitro: | Roth |

|                                |           |          |
| Hölzenbein 11’, 18’ Müller 88’ | Marcatori | 90’ Mill |

| Arbitro: | Wichmann |

|                                              |           |                                                            |
| Brei 30’, 35’ (rig.) Geye 40’ Zimmermann 67’ | Marcatori | 5’ Wieczorkowski 14’ Mill 74’ Bönighausen 79’ (rig.) Surau |

| Arbitro: | Joos |

|                             |           |               |
| Lorant 8’ Wieczorkowski 17’ | Marcatori | 77’ Handschuh |

#### Girone di ritorno
| Arbitro: | Meuser |

|                   |           |  |
| Wieczorkowski 90’ | Marcatori |  |

| Arbitro: | Waltert |

|                        |           |                                |
| Müller 18’ Overath 72’ | Marcatori | 22’ Hrubesch 24’ Wieczorkowski |

| Arbitro: | Walz |

|                       |           |                          |
| Hrubesch 34’ Lund 55’ | Marcatori | 12’ Bittcher 40’ Kremers |

| Arbitro: | Gabor |

|                                                  |           |                        |
| Zaczyk 7’, 23’ Volkert 45’ (rig.), 72’ Kaltz 55’ | Marcatori | 35’, 43’, 83’ Hrubesch |

| Arbitro: | Ohmsen |

|              |           |  |
| Hrubesch 19’ | Marcatori |  |

| Arbitro: | Horstmann |

|            |           |                   |
| Berger 37’ | Marcatori | 80’ Wieczorkowski |

| Arbitro: | Schmoock |

|              |           |  |
| Hrubesch 73’ | Marcatori |  |

| Arbitro: | Klauser |

|                                  |           |  |
| Worm 3’ Jara 79’, 89’ Pirsig 90’ | Marcatori |  |

| Arbitro: | Messmer |

|                          |           |               |
| Hrubesch 41’, 74’ (rig.) | Marcatori | 45’, 66’ Horr |

| Arbitro: | Dreher |

|                     |           |          |
| Kaczor 62’ Holz 63’ | Marcatori | 67’ Lund |

| Arbitro: | Frickel |

|              |           |                                                  |
| Hrubesch 56’ | Marcatori | 40’ Lippens 41’, 78’ Burgsmüller 67’, 85’ Votava |

| Arbitro: | Walther |

|                                         |           |              |
| Røntved 15’ Röber 47’ Wörmer 76’ (aut.) | Marcatori | 38’ Hrubesch |

| Arbitro: | Redelfs |

|                                 |           |                        |
| Mill 20’ Fürhoff 82’ Lorant 85’ | Marcatori | 4’ Briegel 37’ Pirrung |

| Arbitro: | Quindeau |

|                                                 |           |              |
| Beckenbauer 4’ Müller 55’, 59’, 84’ (rig.), 86’ | Marcatori | 64’ Hrubesch |

| Arbitro: | Lutz |

|                     |           |                                                                                |
| Hrubesch 90’ (rig.) | Marcatori | 19’ Kraus 31’ Neuberger 32’, 44’, 46’ Wenzel 42’ Hölzenbein 69’, 72’ Grabowski |

| Arbitro: | Kindervater |

|                                             |           |                                       |
| Hrubesch 21’, 36’, 56’ Huhse 50’ Lorant 73’ | Marcatori | 23’ Allofs 58’ (rig.) Brei 64’ Bommer |

| Arbitro: | Dölfel |

|                                                        |           |  |
| Frank 13’, 49’, 74’, 87’ Grzyb 58’ (rig.) Hollmann 65’ | Marcatori |  |

### Coppa di Germania
| Arbitro: | Eggert |

|                   |           |                                 |
| de Graaf 58’, 70’ | Marcatori | 7’ Lund 78’ Hrubesch 97’ Wörmer |

| Arbitro: | Messmer |

|  |           |                                 |
|  | Marcatori | 43’ Hrubesch 59’ Bast 77’ Dörre |

| Arbitro: | Meuser |

|                                                             |           |            |
| Wieczorkowski 7’ Hrubesch 16’ Neues 53’ Lorant 85’ Mill 87’ | Marcatori | 23’ Kaczor |

| Arbitro: | Rieb |

|                      |           |  |
| Hrubesch 1’ Lund 24’ | Marcatori |  |

| Arbitro: | Quindeau |

|                |           |                          |
| Milardovic 73’ | Marcatori | 18’ Bönighausen 82’ Lund |

| Arbitro: | Horstmann |

|                                                 |           |  |
| Zimmermann 7’ Simmet 34’ Müller 44’ Prestin 67’ | Marcatori |  |

## Statistiche

### Statistiche di squadra
| Competizione      | Punti | In casa | In casa | In casa | In casa | In casa | In casa | In trasferta | In trasferta | In trasferta | In trasferta | In trasferta | In trasferta | Totale | Totale | Totale | Totale | Totale | Totale | DR  |
| Competizione      | Punti | G       | V       | N       | P       | Gf      | Gs      | G            | V            | N            | P            | Gf           | Gs           | G      | V      | N      | P      | Gf     | Gs     | DR  |
| ----------------- | ----- | ------- | ------- | ------- | ------- | ------- | ------- | ------------ | ------------ | ------------ | ------------ | ------------ | ------------ | ------ | ------ | ------ | ------ | ------ | ------ | --- |
| Bundesliga        | 22    | 17      | 7       | 4       | 6       | 28      | 42      | 17           | 0            | 4            | 13           | 21           | 61           | 34     | 7      | 8      | 19     | 49     | 103    | -54 |
| Coppa di Germania | -     | 2       | 2       | 0       | 0       | 7       | 1       | 4            | 3            | 0            | 1            | 8            | 7            | 6      | 5      | 0      | 1      | 15     | 8      | +7  |
| Totale            | 22    | 19      | 9       | 4       | 6       | 35      | 43      | 21           | 3            | 4            | 14           | 29           | 68           | 40     | 12     | 8      | 20     | 64     | 111    | -47 |

### Andamento in campionato
| Giornata  | 1 | 2  | 3  | 4  | 5  | 6  | 7  | 8  | 9  | 10 | 11 | 12 | 13 | 14 | 15 | 16 | 17 | 18 | 19 | 20 | 21 | 22 | 23 | 24 | 25 | 26 | 27 | 28 | 29 | 30 | 31 | 32 | 33 | 34 |
| --------- | - | -- | -- | -- | -- | -- | -- | -- | -- | -- | -- | -- | -- | -- | -- | -- | -- | -- | -- | -- | -- | -- | -- | -- | -- | -- | -- | -- | -- | -- | -- | -- | -- | -- |
| Luogo     | T | C  | T  | C  | T  | C  | T  | C  | T  | C  | T  | C  | T  | C  | T  | T  | C  | C  | T  | C  | T  | C  | T  | C  | T  | C  | T  | C  | T  | C  | T  | C  | C  | T  |
| Risultato | N | P  | P  | P  | P  | V  | P  | P  | P  | N  | P  | N  | P  | P  | P  | N  | V  | V  | N  | N  | P  | V  | N  | V  | P  | N  | P  | P  | P  | V  | P  | P  | V  | P  |
| Posizione | 8 | 14 | 17 | 17 | 17 | 17 | 18 | 18 | 18 | 18 | 18 | 18 | 18 | 18 | 18 | 18 | 18 | 17 | 17 | 17 | 18 | 18 | 17 | 16 | 16 | 16 | 17 | 17 | 17 | 17 | 17 | 17 | 17 | 18 |

Legenda:

Luogo: C = Casa; T = Trasferta. Risultato: V = Vittoria; N = Pareggio; P = Sconfitta.

### Statistiche dei giocatori
| Giocatore        | Bundesliga | Bundesliga | Bundesliga  | Bundesliga | Coppa di Germania | Coppa di Germania | Coppa di Germania | Coppa di Germania | Totale   | Totale | Totale      | Totale     |
| Giocatore        | Presenze   | Reti       | Ammonizioni | Espulsioni | Presenze          | Reti              | Ammonizioni       | Espulsioni        | Presenze | Reti   | Ammonizioni | Espulsioni |
| ---------------- | ---------- | ---------- | ----------- | ---------- | ----------------- | ----------------- | ----------------- | ----------------- | -------- | ------ | ----------- | ---------- |
| D. Bast          | 28         | 4          | 3           | 0          | 5                 | 1                 | 0                 | 0                 | 33       | 5      | 3           | 0          |
| H. Blasey        | 23         | 0          | 0           | 0          | 5                 | 0                 | 0                 | 0                 | 28       | 0      | 0           | 0          |
| S. Bönighausen   | 25         | 1          | 1           | 0          | 5                 | 1                 | 0                 | 0                 | 30       | 2      | 1           | 0          |
| H. Dörre         | 24         | 3          | 3           | 0          | 3                 | 1                 | 1                 | 0                 | 27       | 4      | 4           | 0          |
| G. Fürhoff       | 31         | 3          | 1           | 0          | 5                 | 0                 | 0                 | 0                 | 36       | 3      | 1           | 0          |
| U. Granzow       | 8          | 0          | 0           | 0          | 1                 | 0                 | 0                 | 0                 | 9        | 0      | 0           | 0          |
| H. Hrubesch      | 26         | 20         | 7           | 0          | 6                 | 4                 | 1                 | 0                 | 32       | 24     | 8           | 0          |
| H. Huhse         | 27         | 1          | 1           | 0          | 5                 | 0                 | 1                 | 0                 | 32       | 1      | 2           | 0          |
| J. Kaminsky      | 1          | 0          | 0           | 0          | 0                 | 0                 | 0                 | 0                 | 1        | 0      | 0           | 0          |
| H. Krostina      | 14         | 0          | 0           | 0          | 2                 | 0                 | 0                 | 0                 | 16       | 0      | 0           | 0          |
| H. Lindner       | 1          | 0          | 0           | 0          | 1                 | 0                 | 0                 | 0                 | 2        | 0      | 0           | 0          |
| W. Lorant        | 31         | 4          | 3           | 1          | 5                 | 1                 | 0                 | 0                 | 36       | 5      | 3           | 1          |
| F. Lund          | 34         | 2          | 0           | 0          | 5                 | 3                 | 0                 | 0                 | 39       | 5      | 0           | 0          |
| F. Mill          | 19         | 3          | 3           | 0          | 5                 | 1                 | 1                 | 0                 | 24       | 4      | 4           | 0          |
| H. Neues         | 26         | 0          | 3           | 0          | 5                 | 1                 | 0                 | 0                 | 31       | 1      | 3           | 0          |
| W. Patzke        | 5          | 0          | 0           | 0          | 1                 | 0                 | 0                 | 0                 | 6        | 0      | 0           | 0          |
| A. Skrzyszowski  | 0          | 0          | 0           | 0          | 0                 | 0                 | 0                 | 0                 | 0        | 0      | 0           | 0          |
| R. Spott         | 3          | 0          | 0           | 0          | 0                 | 0                 | 0                 | 0                 | 3        | 0      | 0           | 0          |
| E. Strauch       | 13         | 0          | 1           | 0          | 1                 | 0                 | 0                 | 0                 | 14       | 0      | 1           | 0          |
| U. Surau         | 12         | 3          | 1           | 0          | 1                 | 0                 | 1                 | 0                 | 13       | 3      | 2           | 0          |
| G. Wieczorkowski | 33         | 5          | 5           | 0          | 6                 | 1                 | 0                 | 0                 | 39       | 6      | 5           | 0          |
| G. Wörmer        | 32         | 0          | 2           | 0          | 6                 | 1                 | 1                 | 0                 | 38       | 1      | 3           | 0          |
| K. Zedler        | 6          | 0          | 0           | 0          | 0                 | 0                 | 0                 | 0                 | 6        | 0      | 0           | 0          |